# Lagedi
Koordinaten: 59° 24′ N, 24° 56′ O
Lagedi (deutsch Laakt) ist ein Dorf (estnisch alevik) in der estnischen Landgemeinde Rae (Johannishof) im Kreis Harju (Harrien). Die Entfernung nach Tallinn beträgt etwa zehn Kilometer.

## Beschreibung
Das Dorf hat 847 Einwohner (Stand 1. Januar 2010). Seine Fläche beträgt 2,46 km². Es liegt an der wichtigen Bahnstrecke zwischen der estnischen Hauptstadt Tallinn (Reval) und dem Eisenbahnknotenpunkt Tapa (Taps). Lagedi verfügt über einen eigenen Bahnhof. Von Lagedi aus führt eine Nebenstrecke zum Hafen von Muuga an der Ostsee.

## Geschichte
In der Umgebung von Lagedi am rechten Ufer des Flusses Pirita deuten zufällig gefundene Steinwerkzeuge aus der Bronze- und frühen Eisenzeit sowie Keramik aus der jüngeren Eisenzeit auf eine frühe Besiedelung der Gegend hin. Das Dorf wurde erstmals 1241 urkundlich erwähnt. Es galt im Mittelalter als eines der flächenmäßig größten Dörfer in der Umgebung von Tallinn.
Die erste Erwähnung des Guts von Lagedi stammt aus dem Jahr 1397. Ein zweigeschössiges barockes Herrenhaus (Lagedi mõis) wurde um 1720 errichtet (nicht mehr existent). Die berühmte, zum Gut gehörende Schnapsbrennerei wurde 1889 erbaut und in den Jahren 1981 bis 1983 umfassend restauriert. Heute befindet sich in dem zweigeschossigen Gebäude ein Konzert- und Bankettsaal. Ein moderner Mittelteil wurde 1980 ergänzt. Das repräsentative Haus dient als Kulturzentrum des Ortes. Das Gut wurde 1919 im Zuge der estnischen Landreform enteignet. Eine Dorfschule wurde 1871 in Lagedi gegründet. Das heutige Schulgebäude direkt am Fluss Pirita wurde in den Jahren 1937 bis 1939 erbaut. Es stammt von dem estnischen Architekten August Volberg.
Es war ein KZ-Außenlager des KZ Vaivara und fanden Massenexekutionen von Juden statt.
In Lagedi befindet sich seit 1994 das „Museum des estnischen Freiheitskampfs“ (Eesti Vabadusvõitluse muuseum). Darin werden vor allem Waffen und Uniformen aus dem Estnischen Freiheitskrieg (1918–20) und dem Zweiten Weltkrieg gezeigt. Die Ausstellung widmet sich auch der antisowjetischen Widerstandsbewegung der Waldbrüder (metsavennad). Das Museum ist im ehemaligen Sommerhaus von Voldemar Päts (1878–1958) untergebracht, eines jüngeren Bruders des ersten estnischen Staatspräsidenten Konstantin Päts. An den Künstler Voldemar Päts erinnert seit 2008 ein Relief an der Hauswand des Museums.
Im August 2007 eröffnete in Lagedi eine der größten Betonfabriken Estlands.

## Persönlichkeiten
- Heino Puuste (* 1955), Speerwerfer